# Elsa Alkman
Elsa Anna Maria Alkman (nascida Ahlström; Dalarna, 18 de novembro de 1878 – Norrköping, 21 de fevereiro de 1975) foi uma ativista pelos direitos das mulheres, sufragista e escritora sueca. Enquanto morava em Eslöv, Alkman se tornou membro ativo do ramo local da Associação Nacional pelo Sufrágio Feminino (LKPR), palestrando, escrevendo e organizando eventos. Em 1916 ela escreveu um relatório sobre como as mulheres dinamarquesas haviam votado em um referendo após conquistarem o direito ao voto. Ela continuou a contribuir para a expansão dos direitos das mulheres na década de 1920, após as suecas finalmente conquistarem o sufrágio. Na década de 1930 Alkman e seu marido se mudaram para Norrköping, onde ela tocava violino e compunha músicas para concertos locais.

## Biografia
Elsa Anna Maria Ahlström nasceu em 18 de novembro de 1878 em Dalarna, na Suécia. Ela era a única filha do engenheiro civil Otto Theodor Ahlström (1848–1906) e de sua esposa, Clara Elisabeth Guinchard (1850–1932). Criada em uma família próspera, como resultado do trabalho do pai no ramo ferroviário Elsa passou sua infância em cidades como Täby, Gotemburgo, Estocolmo, Härnösand e Sölvesborg.
Em 1897 ela ingressou na Real Academia Sueca de Música em Estocolmo, onde estudou o violino e se formou em 1900. Após um período sem sucesso como professora de música em Sölvesborg, trabalhou em um banco em Malmö. Lá, conheceu o farmacêutico Olof Alkman (1872–1960), com quem se casou em 1906. Eles se mudaram para Eslöv, onde em 1907 Alkman se juntou ao ramo local da Associação Nacional pelo Sufrágio Feminino (LKPR). De 1911 a 1913 ela foi membro do conselho da filial de Skåne da LKPR.
Alkman adquiriu um sério interesse pela causa do sufrágio feminino, convencida que era apenas uma questão de tempo para que ele fosse concedido. Em dezembro de 1916 ela visitou a Dinamarca para observar como as mulheres dinamarquesas estavam votando pela primeira vez em um referendo. Ela falou sobre suas descobertas em um artigo publicado no jornal da LKPR, Rösträtt för kvinnor. Alkman enfatizou que todas as classes de mulheres estavam felizes de contribuir com seus votos, e disse esperar que não demoraria para que as suecas pudessem seguir seus passos. Enquanto morava em Skåne, Alkman escreveu o romance En oförbätterlig (1911), inspirado pelo seu trabalho em prol do sufrágio. Em setembro de 1916 ela teve uma filha, Inga Linnea.
Na metade da década de 1920 o casal se mudou para Norrköping. Elsa Alkman conseguiu reavivar o seu interesse pela música, tendo aulas de harmonia no conservatório e compondo obras para concertos locais. Na década de 1930 ela se juntou ao ramo local da União de Mulheres Liberais, apoiando arranjos e fundos para refugiados que chegavam à Suécia.
Elsa Alkman morreu em 21 de fevereiro de 1975 em Norrköping, onde foi sepultada no cemitério local.